# Friedrich Wilhelm Conrad Zachariä
Friedrich Wilhelm Conrad Zachariä (* 28. Februar 1798 in Hoym; † 28. Oktober 1869 in Bernburg) war ein deutscher Jurist, Beamter im Herzogtum Anhalt-Bernburg und Politiker.

## Leben
Zachariä studierte von 1816 bis 1819 Rechtswissenschaften an den Universitäten Halle, Göttingen und Jena. 1819 begann er seine Beamtenlaufbahn beim Bernburger Stadtgericht, 1831 wechselte er zur herzoglichen Kammer und wurde 1834 zum Kammerrat berufen, anschließend Mitglied der Kriegskommission und Direktor des Eisengießereiamts.
Vom 18. Mai 1848 bis zum 29. Mai 1849 vertrat er Anhalt-Bernburg als Abgeordneter in der Frankfurter Nationalversammlung, wo er zur Casino-Fraktion zählte. Nach dem Ende der Nationalversammlung nahm er im Juni 1849 am Gothaer Nachparlament teil.